# Ahmed Mekky
Ahmed Mekky (en árabe: أحمد مكي‎; nacido en Orán, Argelia) es un actor, escritor, director y rapero egipcio-argelino.

## Vida personal
Ahmed Mekky es hijo de una madre egipcia y de padre argelino. Fue criado en El-Talbia, Distrito El-Haram, en Giza, Egipto, donde grabó su canción Wa'fet Nasyt Zaman. Su hermana Enas Mekky, es también actriz. Él se divorció en 2013 y tiene un hijo llamado Adham.
Mekky detuvo su carrera por un período  después de sufrir el virus de Epstein Barr (VEB). Él se contagió del virus después de compartir botellas de agua con sus compañeros aprendices en el entrenamiento de boxeo.

## Carrera
Mekky comenzó su carrera después de graduarse de la división de dirección en el Instituto Superior de Cine El Cairo. Comenzó a dirigir varios cortometrajes como Yabanee Asly (Un japonés original) antes de dirigir El Hassa El Sab a (El Séptimo Sentido), protagonizada por Ahmed El-Fishawy, en 2005. Ese trabajo fue adaptado de un cortometraje que Mekky previamente había dirigido en 2003. Ha colaborado con su hermana Enas Mekky en la dirección de varias producciones de televisión, incluyendo Lahazat Hariga (Momentos Cruciales) y Tamer Wa Shaw'eyyah (Tamer y Shaweiyah), en la que también interpretó el papel de Haitham Dabour.
Mekky protagonizó la serie de comedia  El Kabir Awy del Ramadán egipcio en la que interpretó a dos personajes principales, los hermanos que compiten por la herencia de su difunto padre. En 2013, durante la tercera temporada de El Kabir Awy se introdujo a un tercer hermano, también interpretado por él. Además de su carrera en el cine, también ha continuado escribiendo canciones de rap que presenta en las películas o sube a internet.

## Filmografía
| Año                                       | Película                                                                                           | Rol                                                                          |
| ----------------------------------------- | -------------------------------------------------------------------------------------------------- | ---------------------------------------------------------------------------- |
| 2001                                      | Ibn Izz (Rich)                                                                                     | Cameo                                                                        |
| 2004                                      | Tito                                                                                               | Conductor                                                                    |
| 2004                                      | Morgan Ahmad Morgan                                                                                | Dabour                                                                       |
| 2008                                      | The Baby Doll Night                                                                                | Zaghloul                                                                     |
| 2008                                      | H-Dabbour                                                                                          | Haythem Dabbour                                                              |
| 2009                                      | Teer enta (you Fly!)                                                                               | Dr. Baheeg                                                                   |
| 2010                                      | La Tarago' Wala Istislam (Al-Qabda Al-Dameya), (Neither Regression Nor Surrender: The Bloody Fist) | Hazal'om, Adham                                                              |
| 2011                                      | Cima Ali Baba (Ali Baba's Cinema)                                                                  |                                                                              |
| 2013                                      | Samir Abou Alneil                                                                                  | Samir                                                                        |
| Televisión                                | |                                                                              |
| Año                                       | Título                                                                                             | Rol                                                                          |
| N/A                                       | Shabab Online (Online Teens)                                                                       |                                                                              |
| N/A                                       | Lahazat Harega (Critical Moments)                                                                  |                                                                              |
| 2006–2008                                 | Tamer Wa Shaw'eyyah                                                                                | Haythem Dabbour                                                              |
| 2010                                      | El Kabeer Awy (The Big Boss)                                                                       | El-Kabeer, El-Kabeer Awy, Johnny El-Kabeer Awy                               |
| 2011                                      | El Kabeer Awy 2 (The Big Boss 2)                                                                   | El-Kabeer, El-Kabeer Awy, Johnny El-Kabeer Awy                               |
| 2013                                      | El Kabeer Awy 3 (The Big Boss 3)                                                                   | El-Kabeer, El-Kabeer Awy, Johnny El-Kabeer Awy, Hazal'om El-Kabeer Awy       |
| 2014                                      | El Kabeer Awy 4 (The Big Boss 4)                                                                   | El-Kabeer, El-Kabeer Gedan, Johnny El-Kabeer Awy, Hazal'om El-Kabeer Awy     |
| 2015                                      | El Kabeer Awy 5 (The Big Boss 5)                                                                   | El-Kabeer, Johnny El-Kabeer Awy, Hazal'om El Kabeer Awy, Naeem El Kabeer Awy |
| 2017                                      | Khalsana B Sheyaka (Ending so Gently)                                                              | Sultan                                                                       |
| Escritor                                  | |                                                                              |
| Año                                       | Película                                                                                           |                                                                              |
| 2005                                      | Al Hassa Al Sab'a (The Seventh Sense)                                                              |                                                                              |
| 2009                                      | Fo'sh, (Fo'sh)                                                                                     |                                                                              |
| 2009                                      | Teer enta (You Fly!)                                                                               |                                                                              |
| 2010                                      | El Kabeer Awy (The Big Boss)                                                                       |                                                                              |
| Director                                  | |                                                                              |
| Año                                       | Película                                                                                           |                                                                              |
| 1998                                      | Yabani Asli (short film) (An Original Japanese)                                                    |                                                                              |
| 2005                                      | Al Hassa Al Sab'a (The Seventh Sense)                                                              |                                                                              |
| 2007                                      | Lahazat Harega (Critical Moments)                                                                  |                                                                              |
| participaciones en televisión/entrevistas | |                                                                              |
| Año                                       | Show                                                                                               | Rol                                                                          |
| 2012                                      | Bassem Youssef Barra el Bernameg (Bassem Youssef Outside "El Bernameg")                            | como él mismo                                                                |

## Música
Ahmed Mekky también es bien conocido y popular figura en Egipcio rap, lanzó con éxito muchos éxitos tales como Masr Baldy y Wa'fet Nasyt Zaman en 2017.